# Eltérően felosztott német–magyar jelentésmezők listája
Ezen az oldalon a német és magyar nyelv közt eltérően felosztott jelentésmezők részleges listája szerepel.
Tudnivalók:
- Egy sorban egy szó csak egyetlen jelentésével szerepel (a szabadság szót egy sorban csak a ’rabság’ ellentéteként vehetjük fel, ’szünidő’ jelentésében csak egy újabb sorba), máskülönben nehezebbé válik a másik nyelvű megfelelők összevetése.
- Csak olyan szavak szerepelhetnek, amelyek közt egyértelműen körülhatárolható jelentéstani különbség van. Ahol csak stílusban vagy nyelvi rétegben van eltérés, vagy amelyek részben felcserélhetők (pl. idea/view/opinion), azok nem tartoznak ebbe a listába.
- A többjelentésű szavak konkrét jelentését sok esetben meg lehet határozni előtaggal vagy jelzővel (pl. konyhaasztal vagy íróasztal); ez nem akadálya a listában való szereplésüknek.
- Erre a listára csak a poliszémia esetei tartoznak, tehát ahol a jelentések (a mai beszélők számára is érzékelhető módon) összefüggenek. A homonímia esetei (vagyis ahol a szóalakok egybeesése véletlenszerű, pl. fine: ’remek’/’pénzbüntetés’, illetve nem jelez nyelvtől független közös jelentésmezőt, pl. medicine: ’gyógyszer’ / ’orvostudomány’) nem ide tartoznak.
- A különbség néha a megszámlálható-megszámlálhatatlan értelmű használatból adódik, amit pl. az angolban a névelő is tükröz, de a magyarban is megragadható pl. a sebesség szóval: Ennél nagyobb sebességgel itt nem érdemes menni. vs. Az ötből csak két sebessége működik jól.

## Többfelé osztott német jelentésmező
- agancs:  Geweih (szarvasagancs)/ Gehörn (őzagancs)
- alatt: unter (térben) / während (időben)
- baba: Säugling (élő) / Puppe (játék)
- barack: Pfirsich (őszi-) / Aprikose (sárga-)
- bőr: Haut (szerv) / Leder (kikészített)
- bűn: Sünde (vallásilag) / Verbrechen (jogilag)
- elég: ziemlich (meglehetősen; abszolút) / genug (kielégítő vmilyen célra; relatív)
- emberek: Leute (csoport vagy tömeg) / Menschen (elvont értelemben, általánosságban, vö. emberiség)
- fa: Baum (élő) / Holz (feldolgozott)
- fal: Wand (vékonyabb) / Mauer (vastagabb)
- fiú: Knabe (hímnemű gyerek) / Sohn (ember hímnemű utóda)
- idő: Zeit (a múló idő) / Wetter (időjárás)
- láb: Fuß (lábfej) / Bein (lábszár)
- lány: Mädchen (nőnemű gyerek) / Tochter (ember nőnemű utóda)
- nyúl: Hase (mezei) / Kaninchen (üregi/házi)
- ok: Ursache (ami kivált valamit) / Grund (ami megmagyaráz valamit)
- ‑on/‑en/‑ön/‑n: auf (vízszintesen, fölötte) / an (függőlegesen, mellette)
- óra (időben): Uhr (időpont) / Stunde (időtartam)
- réz: Messing (sárgaréz: réz-cink ötvözet) / Kupfer (vörösréz: ötvözetlen)
- rossz: falsch (téves) / schlecht (hátrányos, rosszindulatú)
- testvér: Bruder (fivér) / Schwester (nővér) – megjegyzés: létezik az átfogó Geschwister is, de kevésbé elterjedt
- tó: See (normál) / Teich (kisebb)
- ujj: Daumen (hüvelyk-) / Finger (a négy másik) / Zehe (lábujj) / Ärmel (ruhaujj)

## Többfelé osztott magyar jelentésmező
- alt: öreg / régi
- Bruder: öcs / báty
- Ei: tojás / pete
- Eis: jég / fagylalt / jégkrém
- Fluch: szidás / káromkodás / átok
- Frucht: gyümölcs / termés
- Gemüse: zöldség / főzelék
- Geschichte: történet / történelem
- groß: nagy / magas
- Haar: haj / szőr
- Heim: itthon / otthon (attól függően, honnan nézzük)
- Kirsche: meggy / cseresznye (megjegyzés: a Cseresznyéskert voltaképpen téves fordítás, mivel az orosz eredeti a meggyre utal, csak a magyar fordításnál a németet vették alapul)
- Königin: királynő / királyné
- Laub: lomb / avar
- Liebe: szeretet / szerelem (lásd a lenti külső hivatkozást is)
- rot: piros / vörös
- Schwester: húg / nővér